# Henry Rinklin
Henry Rinklin, född den 15 september 1957 i Geisingen, är en tysk före detta tävlingscyklist som var professionell från 1980 till 1987.

## Meriter

### Landsväg
1981
2:a i Züri Metzgete
3:a totalt i Tour d'Indre-et-Loire
7:a i GP du canton d'Argovie
9:a i Grand Prix Cerami
1982
Vinnare av etapp 4 i Deutschland Tour

### Bana
| 1975 Juniorvärldsmästare i poänglopp 1977 2:a i lagförföljelselopp för amatörer 1984 3:a i poänglopp | 1983/1984 3:a i madison med Josef Kristen 1984/1985 3:a i madison med Josef Kristen | 1982/1983 Vinnare av Dortmunds sexdagars med Danny Clark 1984/1985 Vinnare av Stuttgarts sexdagars med Josef Kristen |